# NPO Doc (platform)
NPO Doc is een online platform voor alle documentaires van de NPO. De documentaires worden beurtelings uitgezonden door omroepen zoals KRO-NCRV, de EO, de VPRO, HUMAN en de NTR. Tot 14 november 2024 heette dit platform 2Doc op NPO 2, en 3Doc op NPO 3.
Sinds 3 februari 2014 is 2Doc de opvolger van het documentaireprogramma NCRV Dokument en Holland Doc. Via de website www.npodoc.nl kunnen eerder uitgezonden documentaires van 2Doc en 3Doc worden teruggekeken.
Op 24 november 2018 werden de drie documentaires met de meeste stemmen uitgezonden naar aanleiding van het vijfjarig bestaan van 2Doc.
Sinds 2018 bestaat het project 2Doc Kort. Dit zijn korte documentaires die zijn gemaakt voor internet, maar die soms ook op NPO 2 worden uitgezonden.
Op 14 november 2024, tijdens het IDFA, verdwenen de namen 2Doc en 3Doc om één herkenbaar platform te introduceren genaamd NPO Doc. Er was een nieuw logo, en ook de website veranderde van 2doc.nl naar npodoc.nl.

## Documentaires (selectie)
- 2014: Everything Is Possible (IKON)
- 2014: Adèle Bloemendaal: Eens wil ik er van af zijn (AVROTROS; over Adèle Bloemendaal)
- 2016: De Levenseindekliniek (NTR; over het Expertisecentrum Euthanasie, tot september 2019 Levenseindekliniek geheten)
- 2016: Breng de Joden thuis (EO, over Christenen voor Israël)
- 2017: Jesse (BNNVARA, teruggetrokken)
- 2017: The John Dalli Mystery (VPRO, over John Dalli)
- 2018: In Praise of Nothing (KRO-NCRV)
- 2018: Wognum (VPRO)
- 2018: Genocide in Twente (EO, over de Armeense genocide)[6]
- 2019: Het fatale scooterongeluk (BNNVARA, over de Nijmeegse scooterzaak)
- 2022: Hedy d'Ancona: Het persoonlijke is politiek (HUMAN, over Hedy d'Ancona, regisseurs Doortje Smithuijsen en Roos van Ees)[7]
- 2023: Indisch Zwijgen (VPRO)
- 2023: A President, Europe and War (VPRO)